# ليجال & جنرال
ليجال & جنرال هي شركة خدمات مالية بريطانية متعددة الجنسيات مقرها لندن، بالمملكة المتحدة. تشمل منتجاتها وخدماتها إدارة الاستثمار، والرهون العقارية مدى الحياة (شكل من أشكال إصدار الأسهم )، والمعاشات التقاعدية، والمعاشات السنوية، والتأمين على الحياة، والتأمين العام. لديها عمليات في المملكة المتحدة والولايات المتحدة، مع أعمال إدارة الاستثمار في الخليج وأوروبا وآسيا.
مدرجة في بورصة لندن وهي مكون من مؤشر فوتسي 100 . تعتبر شركة ليجال & جنرال لادارة الاستثمارات، ذراع إدارة الأصول في L&G ، من أكبر عشر شركات لإدارة الاستثمارات في العالم بواسطة AUM. كما أنها ثاني أكبر شركة لإدارة الاستثمارات المؤسسية في أوروبا (بعد بلاك روك ).

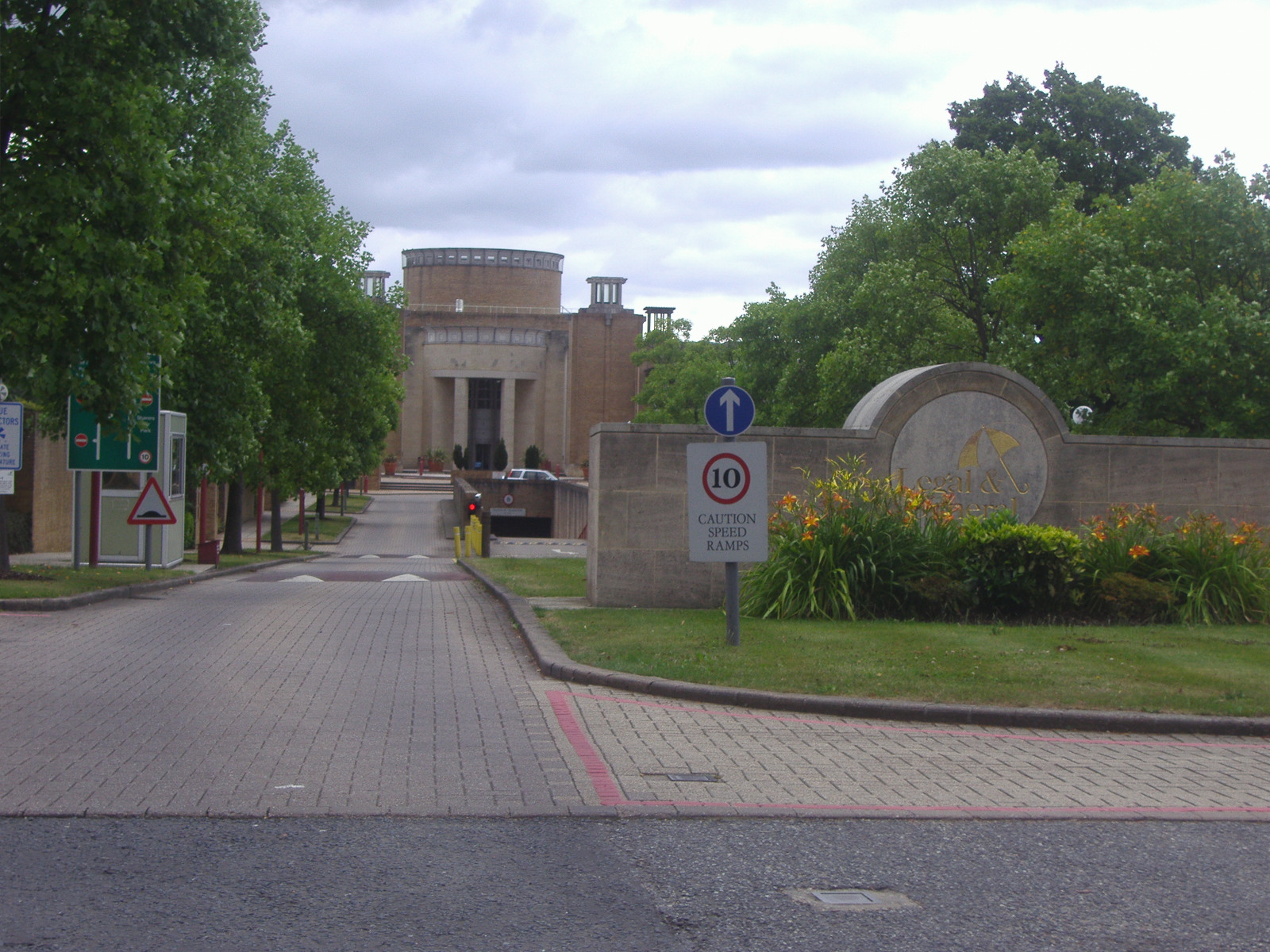
مدخل القانونية العامة مكاتب الجولق هيل ، كينغسوود

## روابط خارجية
- المجموعة القانونية والعامة - الصفحة الرسمية للشركة نسخة محفوظة 6 مارس 2019 على موقع واي باك مشين.
- Legal & General Direct - الموقع الرسمي لعملاء المملكة المتحدة
- أمريكا القانونية والعامة - الموقع الرسمي للعملاء في الولايات المتحدة